# Attelle d'extraction
Pour les articles homonymes, voir ACT.

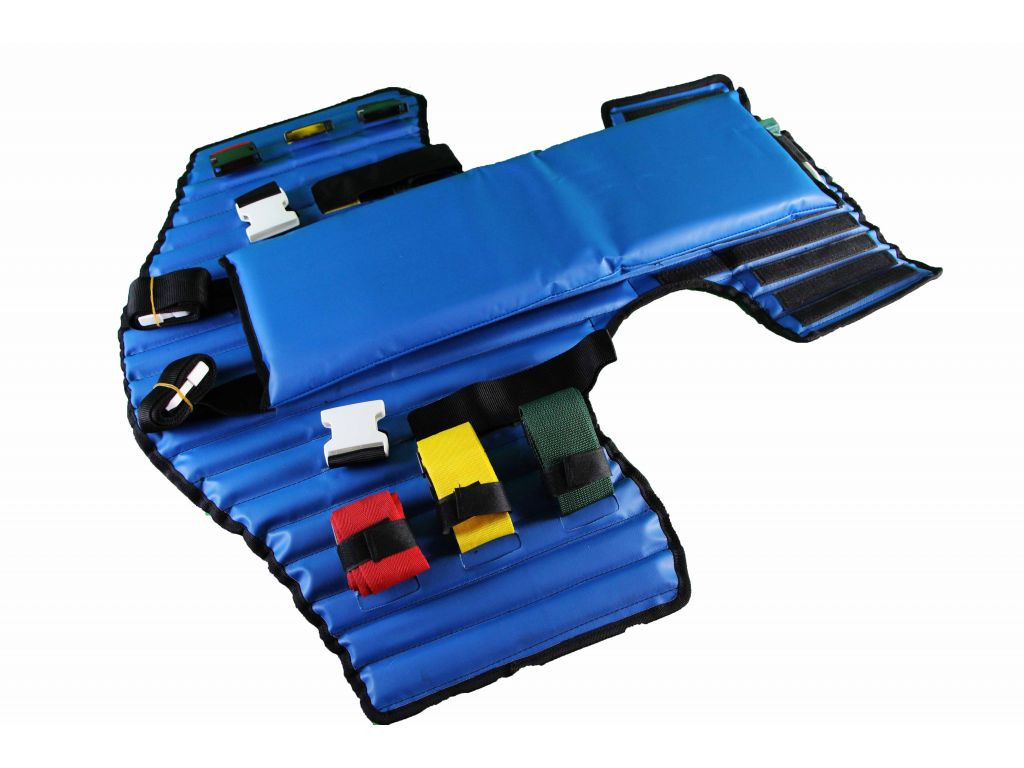
Attelle cervico-thoracique

L'attelle d'extraction, ou attelle cervico-thoracique (ACT), est un dispositif d'immobilisation (attelle) de la colonne vertébrale facilitant l'extraction de la victime d'un milieu confiné (comme l'habitacle d'une voiture). Il est également utile pour une personne debout ou assise : la mise à l'horizontal exerce des contraintes sur le dos risquant d'aggraver un traumatisme instable, et l'attelle d'extraction permet d'immobiliser le haut du corps tout en permettant les mouvements du bas (membres inférieurs).
Son nom commercial est KED (Kendricks extrication device), KODE (Kendrick's Other Device for Extrication) ou SED (Spencer Extrication Device). Dans les notes d'information technique des sapeurs-pompiers français, le dispositif est désigné par : dispositif d'immobilisation en extension de la partie haute du rachis.

## Fonctionnement
Le dispositif a été inventé par Rick Kendrick en 1979. Il s'agit d'un corset à lattes verticales qui se glisse dans le dos de la victime, puis se referme devant. Il se pose après le collier cervical, dont il est complémentaire. Le corset supporte le dos, du bassin au sommet de la tête.
Une partie du corset se rabat sur la poitrine et est fermée par des sangles, ce qui immobilise les vertèbres dorsales. Une partie se rabat sur les côtés de la tête et est serré par une sangle sur le front et une sur le menton, complétant l'immobilisation des cervicales. Des sangles passent dans l'entrejambe et assurent une meilleure solidarité avec le bassin, et donc une immobilisation des lombaires.
L'attelle d'extraction est munie de poignées ; une fois mise en place, elle permet donc une saisie et une manipulation plus aisée de la victime.
La civière Bellisle, en usage notamment dans la Marine Nationale (en particulier au sein du Bataillon de Marins-Pompiers de Marseille), est une attelle d'extraction englobant l'intégralité du corps et qui peut donc s'utiliser en substitution d'un Matelas Immobilisateur à Dépression.